# Gino Primo
Pour les articles homonymes, voir Primo.
Gino Primo, né le 6 décembre 1966 à Gand,, est un coureur cycliste belge. Il participe à des compétitions sur route et sur piste.

## Biographie
Chez les amateurs, Gino Primo se distingue sur piste en devenant à plusieurs reprises champion de Belgique. Il brille également sur route en remportant la Coupe Egide Schoeters  en 1990, l'épreuve Gand-Wervik 1992 ou encore l'Arden Challenge en 1993. 
Il passe professionnel au printemps 1994 au sein de la petite équipe Zetelhallen-Vosschemie. Avec cette formation, il se classe notamment huitième du Prix national de clôture. En 1995, il s'impose sur le Grand Prix Criquielion. Il termine aussi troisième des Six Jours de Mar del Plata, aux côtés de Johnny Dauwe. 
Après sa carrière cycliste professionnelle, il dirige une entreprise de construction. Il continue toutefois de pratiquer le vélo au niveau amateur. En 2017, il est sacré champion du monde de cyclisme dans la catégorie masters C. Il se fait par ailleurs remarquer durant l'année 2020 en sauvant une voisine âgée (91 ans) piégée par les flammes de son immeuble, à Mont-Saint-Amand. Grâce à cet acte de bravoure, il est reçu par le maire de Gand Mathias De Clercq, qui lui remet une médaille pour le courage et l'abnégation.

## Palmarès sur route
- 1987
  - Circuit de Flandre centrale
- 1989
  - 2e du championnat de Flandre-Orientale sur route
- 1990
  - Coupe Egide Schoeters
- 1991
  - 2e du Circuit Het Volk amateurs
- 1992
  - Gand-Wervik
  - 2e du Ronde van Midden-Zeeland
  - 3e du Circuit Het Volk amateurs
- 1993
  - Arden Challenge
- 1995
  - Grand Prix Criquielion
- 2017
  -  Champion du monde sur route masters C
- 2022
  - 3e du championnat de Belgique sur route masters C

## Palmarès sur piste

### Championnats nationaux
- 1987
  - 2e du championnat de Belgique de course aux points amateurs
- 1988
  -  Champion de Belgique de poursuite par équipes amateurs (avec Laurenzo Lapage, Erwin Buysse et Gilbert Kaes)
  - 3e du championnat de Belgique de l'américaine amateurs
- 1989
  -  Champion de Belgique de l'américaine amateurs (avec Jean-Pierre Dubois)
- 1991
  -  Champion de Belgique de l'américaine amateurs (avec Tom Steels)
- 1993
  - 3e du championnat de Belgique de l'américaine amateurs

### Six Jours
- 1993
  - Six Jours de Gand amateurs (avec Marco Villa)
- 1995
  - 3e des Six Jours de Mar del Plata (avec Johnny Dauwe)